# Sara Bailac i Ardanuy
Sara Bailac i Ardanuy (Tàrrega, 1986) és una politòloga, política i poeta catalana. Senadora per Lleida en les legislatures XIII i XIV.
Al Senat és portaveu de la comissió de Drets Socials, de la comissió d'Igualtat i de la comissió de Transports, Mobilitat i Agenda Urbana. També és portaveu adjunta a les comissions de Cooperació Internacional pel desenvolupament i a la General de les Comunitats Autònomes. A la vegada, també està adscrita a les comissions de Pressupostos, de Sanitat i Consum i a la de Seguiment i avaluació de les estratègies en contra la violència de gènere.
Bailac va començar la seva militància política el 2005 a les JERC, on va impulsar la refundació de la secció local de Tàrrega i va ocupar durant tres anys la Secretaria Nacional de les Dones. El 2007 s'incorpora a Esquerra Republicana i presideix la secció local de Tàrrega des del 2015 fins al 2019. En el 28è Congrés Nacional d'Esquerra Republicana celebrat el 2019 va ser escollida vicesecretària general d'Acció Política.
Més enllà de la banda política, Bailac també és autora d'Inventari d'afectes perduts, Premi Joan Perucho Vila d'Ascó
(Meteora, 2007), i Venen turbulències (Editorial Tria Llibres, 2010).